# Prêmio Brudner
O Prêmio Memorial James Robert Brudner e Palestra na Universidade de Yale celebra as realizações e as contribuições acadêmicas no campo dos Estudos LGTB. O prêmio é concedido, anualmente, pelo Comitê de Estudos LGBT da Universidade de Yale. A premiação contempla, aos vencedores, uma quantia em dinheiro e ainda lhes é reservado o direito de realizar uma palestra pública no Campus de Yale, em New Haven, Connecticut bem como uma segunda palestra na Cidade de Nova York.

## Visão geral
O prêmio é uma homenagem ao urbanista, músico e fotógrafo James Brudner (1961-1998), um membro do Colégio Yale da turma de 1983 e da turma de 1979 da Escola Secundária Stuyvesant. Brudner era soropositivo e diagnosticado com a Síndrome da AIDS, faleceu de doença relacionada à síndrome em 18 de setembro de 1988. Em seu testamento, estabeleceu o Prêmio Brudner na Yale como "um prêmio anual perpétuo para bolsas de estudos em história, cultura, antropologia, biologia, etiologia ou literatura de gays e lésbicas ou áreas afins, ou para o avanço na compreensão da homossexualidade como um fenômeno, ou a tolerância de gays e lésbicas na sociedade."
James Robert Brudner foi um ativista da AIDS, urbanista, jornalista e fotógrafo. Homem de inteligência e compaixão, conhecimento e curiosidade descomunais, Jim valorizava tanto a investigação acadêmica quanto a ação direta. Ele passou 12 anos como analista de políticas para a cidade de Nova York. Ele também obteve um mestrado em jornalismo pela Universidade de Nova York e escreveu para várias publicações sobre tópicos relacionados a gays e AIDS. Jim tornou-se membro do ACT UP, do Grupo de Ação de Tratamento e de outras organizações após a morte de seu irmão gêmeo, Eric, de AIDS em 1987. Ele trabalhou em questões de tratamento e prevenção com os Institutos Nacionais de Saúde, empresas farmacêuticas e órgãos federais. agências. Em seus últimos anos, ele dedicou grande parte de seu tempo a viajar pelas estradas secundárias da América rural com uma câmera. A La Mama Gallery, em Nova York, montou uma exposição de suas fotografias em 1997. Jim morreu de doença relacionada à AIDS em 18 de setembro de 1998, aos 37 anos.

## Vencedores do prêmio
- 2019-2020 - Siddhartha Gautam (postumamente), em reconhecimento ao seu trabalho em prol dos direitos e bem-estar LGBT na Índia.[3]
- 2018-2019 - Bill T. Jones, coreógrafo, diretor, autor e dançarino.[4]
- 2017-2018 - Carolyn Dinshaw, estudiosa a respeito de questões de gênero e sexualidade no contexto medieval.[5]
- 2016-2017 - Isaac Julien, artista e diretor de filmes.[6]
- 2015-2016 - Susan Stryker, acadêmica, autora, cineasta.
- 2014-2015 - Richard Dyer, estudioso de cinema.
- 2013-2014 - Cherríe Moraga, escritora Chicana, ativista feminista, poeta, ensaísta, e dramaturga.
- 2012-2013 - Samuel R. Delany, autor de ficção científica e estudioso do campo da literatura inglesa.
- 2011-2012 - David M. Halperin, classicista e estudioso da literatura inglesa.
- 2010-2011 - Mary Bonauto, advogado e defensor dos direitos civis.
- 2009-2010 - Edwin Cameron, advogado de direitos humanos e juiz do Tribunal Constitucional da África do Sul.
- 2008-2009 - Cathy J. Cohen, cientista política.
- 2008 - Didier Eribon, (Eribon devolveu o prêmio em 2011: veja sua carta "Devolvo o Prêmio Brudner" em sua página pessoal).[7]
- 2007 - B. Ruby Rich, crítica.
- 2006 - Matthew Coles, Diretor, "American Civil Liberties Union Gay and Lesbian Rights Project".
- 2005 - John D'Emilio, historiador.
- 2004 - Judith Butler, filósofa.
- 2003 - Jonathan Ned Katz, hitoriador.
- 2002 - Eve Kosofsky Sedgwick, estudiosa do campo da literatura inglesa..
- 2001 - Lillian Faderman, estudiosa do campo da literatura inglesa.
- 2000 - George Chauncey, historiador.